# Eburodacrys lancinata
Eburodacrys lancinata là một loài bọ cánh cứng trong họ Cerambycidae.